# Blade & Soul
Blade & Soul (Hangul: 블레이드 앤 소울; Romaja: Beulleideu aen soul) là một game nhập vai trực tuyến nhiều người chơi thể loại võ thuật kỳ ảo của Hàn Quốc được phát triển bởi hãng NCsoft (Team Bloodlust). Ngày 13 tháng 9 năm 2012, NCsoft công bố rằng Blade & Soul sẽ được phát hành tại khu vực phương Tây, dự kiến phát hành vào đầu năm 2016. Bản chuyển thể anime dài tập của Nhật Bản bắt đầu phát sóng vào ngày 3 tháng 4 năm 2014 trên kênh TBS và các đài khác.

## Lối chơi
Blade & Soul có sự kết hợp của võ thuật lấy cảm hứng từ chiến đấu và khinh công trong một môi trường thế giới mở. Người chơi tạo nhân vật điều khiển được để khám phá thế giới xung quanh bằng cách hoàn thành nhiệm vụ do những NPC khác nhau giao cho. Game sử dụng hệ thống chiến đấu thời gian thực dưới góc nhìn thứ ba và đòi hỏi người chơi phải "combo" (phối hợp) một loạt chiêu thức tấn công, giống như nhiều game song đấu cùng loại. Theo NCsoft, trò chơi còn đưa vào cơ chế mang tính sáng tạo gọi là "Downed", cho phép người chơi phục hồi bên lằn ranh sinh tử. Người chơi bắt đầu với "đối kháng giữa người chơi với tạo vật trong game" (PvE) nhưng có thể tham gia vào việc cuộc chiến "đối kháng giữa người chơi với nhau" (PvP) sau này trong game. Theo các nhà phát triển, Blade & Soul sẽ cung cấp một hệ thống tùy biến cao độ và nói rằng tất cả NPC trong game được thực hiện với hệ thống tùy biến nhân vật. Việc tùy chỉnh mà người chơi được quyền tiếp cận bao gồm các kiểu tóc, cấu trúc khuôn mặt, màu mắt, chọn lựa chiều cao và cơ thể. Nhân vật có thể là một trong bốn chủng tộc có thể chơi được dựa trên tứ linh: Long, Lân, Quy, Phụng.

## Phát triển[5]
Vài tuần trước ngày NCmedia, NCsoft đã cho công bố một trò MMORPG mới dựa trên Unreal Engine 3 chỉ được biết đến với mật danh Project [M]. Trong hai tuần tới, một trang web teaser được cập nhật đã tiết lộ thêm thông tin về dự án. Trong kỳ E3 2007, Sony tiết lộ rằng họ đã ký một thỏa thuận độc quyền với NCsoft để sản xuất những tựa game mới dành riêng cho PlayStation 3. Hợp đồng này bao gồm các tựa game đến từ cả tài sản trí tuệ hiện có thuộc quyền sở hữu của NCsoft. Vào tháng 2 năm 2010, hãng thông báo rằng Blade & Soul cùng với Guild Wars 2 đang được phát triển cho bản phát hành trên PlayStation 3 và Xbox 360. Tuy nhiên, kể từ đó đã chẳng có bất cứ thông tin cập nhật nào về sự phát triển của các tựa game này dành cho những hệ máy console đó cả.
Ngày 31 tháng 7 năm 2008, Project [M] đổi tên thành Blade & Soul
Tại cuộc họp báo của NCsoft vào năm 2008, Project [M] đã chính thức được đổi tên thành Blade & Soul đồng thời công bố trailer cùng những hình ảnh chụp ingame đầu tiên của game.
Vào ngày 14 tháng 2 năm 2009, NCsoft đã thông báo rằng Blade & Soul sẽ bắt đầu bản thử nghiệm Closed beta đầu tiên trong quý 4 năm 2009, và sẽ bắt đầu cung cấp dịch vụ vào năm 2010 tại cuộc họp báo. Giám đốc điều hành của NCsoft phát biểu rằng lịch trình chi tiết kèm thông tin phát triển sẽ được công bố vào sự kiện NCsoft Media vào tháng 5 năm 2009.
Tại G-Star 2009 ngày 8 tháng 3 năm 2010 Blade & Soul đã phát hành video chính thức giới thiệu 4 chủng tộc, bao gồm tộc Long, Nhân, Linh và Thiên (Gon, Jin, Lyn, Yun).
Vào ngày 13 tháng 8 năm 2010, NCsoft cập nhật lịch trình vào buổi họp báo quý 2. Ngày tiếp theo, NCsoft giới thiệu Blade & Soul tại G-Star và đưa ra bản demo thử nghiệm chứa nội dung hướng dẫn cùng các nhiệm vụ ban đầu.
Bản thử nghiệm closed beta đầu tiên đã được lên kế hoạch tung ra vào ngày 27 tháng 4 năm 2011 trong khi bản thử nghiệm open beta và phát hành thương mại đã được xác định trong năm. Game thể loại MMORPG này đã mở bản closed beta trong 5 ngày vào ngày 27 tháng 4. Bản closed beta đầu tiên mở 20 cấp độ bao gồm kỹ năng khinh công, dàn chiêu thức và tổ đội. Mặc dù phiên bản thử nghiệm chỉ kéo dài 5 ngày nhưng key bản closed beta đã được bán lậu với giá cao trên mạng.
Vào tháng 7 năm 2011, Tencent giành được quyền xuất bản Blade & Soul ở Trung Quốc và xuất hiện lần đầu tiên tại ChinaJoy 2011. Blade & Soul đã ra mắt tại Trung Quốc vào ngày 23 tháng 11 năm 2013 với một phiên bản open beta được dời lại một cách nhuần nhuyễn vào ngày ra mắt chính thức. Bản thử nghiệm closed beta thứ hai đã được lên kế hoạch từ ngày 29 tháng 8 đến ngày 10 tháng 9 năm 2011. Tại sự kiện này, người chơi có thêm lớp nhân vật Assassin trong game.
Sau khi một bản thử nghiệm open beta mở ra vào ngày 21 tháng 6 năm 2012 với một con số kỷ lục 150.000 người chơi, NCsoft xác nhận rằng lần ra mắt chính thức Blade & Soul bản Hàn Quốc sẽ bắt đầu vào ngày 30 tháng 6 năm 2012. Năm 2013, Hyung-tae Kim đã tuyên bố rằng một phiên bản tiếng Anh của game sẽ được phát hành vào năm 2014 sau khi Trung Quốc khởi động bản thương mại, anime Blade & Soul mới tại Nhật Bản cùng với Đài Loan và Nga. Ngày 20 tháng 5 năm 2015 Blade & Soul đã được công bố cho khu vực Bắc Mỹ và châu Âu dự kiến phát hành trong mùa đông này.
Đầu tháng 6 năm 2017, Garena chính thức xác nhận Blade & Soul sẽ được phát hành tại Việt Nam. Trước đó không lâu, tựa game này cũng đã được phát hành tại Thái Lan. Ngày 2 tháng 9 năm 2017, Blade and Soul ra mắt bản Open Beta tại Việt Nam.
Đến năm 2021, NCSoft phát triển một bản cập nhật mang tên Blade & Soul Revival, đây là bản cập nhật lớn đánh dấu việc thay đổi engine của game từ Unreal Engine 3 sang Unreal Engine 4, bản cập nhật này được phát hành lần đầu tại Hàn Quốc vào tháng 6 năm 2021, sau đó được phát hành rộng rãi tại Bắc Mỹ, Châu Âu và nhiều khu vực khác phát hành tựa game này. Trước đó người chơi có thể trải nghiệm trước phiên bản Blade & Soul sử dụng Unreal Engine 4 với phiên bản Complete của tựa game này tại máy chủ Frontier World của Hàn Quốc vào đầu năm 2020.

## Truyền thông

### Anime
Bản chuyển thể anime của trò chơi đã được sản xuất và bắt đầu phát sóng vào tháng 4 năm 2014, dưới sự đạo diễn của Hamasaki Hiroshi và Takeuchi Hiroshi tại studio Gonzo từ kịch bản của Tomioka Atsuhiro. Nagata Eri phỏng theo mẫu thiết kế nhân vật trong game của Hyung-Tae Kim dành cho diễn hoạt và đảm nhận cương vị giám đốc hoạt ảnh. Cốt truyện ban đầu xoay quanh một nữ kiếm sĩ tên là Alka đang phiêu bạt khắp nơi nhằm mục đích trả thù cho sư phụ mình bị sát hại. Ca khúc chủ đề mở đầu là "Sayonara Usotsuki" (サヨナラ嘘ツキ) do MimimemeMIMI trình bày, và bài kết thúc chủ đề là "RAINBOW" do LEGO BIG MORL trình bày. Bộ anime được Crunchyroll chiếu trực tiếp ở phương Tây.

#### Danh sách tập phim
| Tập | Tựa đề         | Ngày công chiếu     |
| --- | -------------- | ------------------- |
| 1   | "Michi" (道)   | 3 tháng 4 năm 2014  |
| 2   | "Yoku" (欲)    | 10 tháng 4 năm 2014 |
| 3   | "Kataki" (仇)  | 17 tháng 4 năm 2014 |
| 4   | "Ken" (剣)     | 24 tháng 4 năm 2014 |
| 5   | "Hana" (花)    | 1 tháng 5 năm 2014  |
| 6   | "Yume" (夢)    | 8 tháng 5 năm 2014  |
| 7   | "Jikan" (時)   | 15 tháng 5 năm 2014 |
| 8   | "Sora" (空)    | 22 tháng 5 năm 2014 |
| 9   | "Tsuki" (月)   | 29 tháng 5 năm 2014 |
| 10  | "Tsumi" (罪)   | 5 tháng 6 năm 2014  |
| 11  | "Batsu" (罰)   | 12 tháng 6 năm 2014 |
| 12  | "Tamashī" (魂) | 19 tháng 6 năm 2014 |
| 13  | "Kami" (神)    | 26 tháng 6 năm 2014 |

## Các phiên bản khác
Tại sự kiện NC Media Day 2018, NCSoft đã công bố ba trò chơi thuộc IP của Blade & Soul :
- Blade & Soul S, game thu thập anh hùng thế giới mở theo phong cách chibi
- Blade & Soul M, phiên bản di động của Blade & Soul của Team Bloodlust
- Blade & Soul 2, phần tiếp theo của dòng game Blade & Soul phát triển bởi Team B2.
Do vấn đề về đội ngũ phát triển và Team Bloodlust tập trung vào việc nâng cấp Unreal Engine 4 của phiên bản PC và phiên bản Console nên quá trình phát triển Blade & Soul M đã bị tạm dừng và trì hoãn. Vào năm 2020, NCSoft đã thông báo rằng Team Bloodlust đã hủy bỏ phiên bản cổng di động và sáp nhập đội ngũ game Blade & Soul M vào Team B2. Do đó, Blade & Soul M đã bị hủy bỏ và tất cả các yếu tố được phát triển đã được tích hợp vào Blade & Soul 2.
Blade & Soul 2 đang tập trung vào trải nghiệm chiến đấu PVE và PVP hoàn toàn mới được thiết kế để chơi trên nền tảng di động và trên PC, chia sẻ một chút kết nối với Blade & Soul 1 và giới thiệu đồ họa đẹp mắt được cung cấp bởi Unreal Engine 4.
Phần tiếp theo được ra mắt vào ngày 26 tháng 8 năm 2021 cho Android, iOS và Microsoft Windows, đồng thời được lên kế hoạch phát hành cho Console  trong tương lai. Chức năng chơi chéo được áp dụng cho tất cả các phiên bản của Blade & Soul 2.